# Michael Fassbender
Michael Fassbender (Heidelberg, 2 april 1977) is een in Duitsland geboren acteur met een Duitse vader en een Noord-Ierse moeder. Hij won meer dan vijf acteerprijzen, waaronder een BAFTA Award in de categorie 'rijzende ster' in 2009 en een British Independent Film Award in 2008 voor zijn hoofdrol in de biografische film Hunger.
Fassbender maakte in 2001 zijn acteerdebuut en speelde in een aantal televisiefilms en verscheidene series, voordat hij in 2006 voor het eerst te zien was op het witte doek, als Stelios in 300. Om hongerstaker Bobby Sands te spelen in Hunger viel de 1,83 meter lange Fassbender af tot hij nog 59 kilo woog.

## Privé
Op 14 oktober 2017 trouwde hij met mede-actrice Alicia Vikander met wie hij samen de hoofdrol speelde in The Light Between Oceans uit 2016. Het stel heeft samen twee kinderen.
Fassbender begon in 2017 met autoracen in de Ferrari Challenge. Hij racet momenteel in de European Le Mans Series en rijdt voor Proton Competition.

## Filmografie
Exclusief 5+ televisiefilms
- Black Bag - George Woodhouse (2025)
- Kneecap (2024) - Arlo Ó Cairealláin
- The Killer (2023) - de moordenaar
- X-Men: Dark Phoenix (2019) - Erik Lehnsherr / Magneto
- The Snowman (2017) - Harry Hole
- Alien: Covenant (2017) - David / Walter
- Song to Song (2017) - Cook
- Assassin's Creed (2016) - Callum Lynch / Aguilar de Nerha
- The Light Between Oceans (2016) - Tom Sherbourne
- X-Men: Apocalypse (2016) - Erik Lehnsherr / Magneto
- Steve Jobs (2015) - Steve Jobs
- Macbeth (2015) - Macbeth
- Slow West (2015) - Silas Selleck
- X-Men: Days of Future Past (2014) - Erik Lehnsherr / Magneto
- Frank (2014) - Frank
- The Counselor (2013) - Counselor
- 12 Years a Slave (2013) - Edwin Epps
- Prometheus (2012) - David
- A Dangerous Method (2012) - Carl Jung
- Shame (2011) - Brandon
- Haywire (2011) - Paul
- X-Men: First Class (2011) - Erik Lehnsherr / Magneto
- Jane Eyre (2011) - Rochester
- Centurion (2010) - Centurion Quintus Dias
- Inglourious Basterds (2009) - Lt. Archie Hicox
- Fish Tank (2009) - Conor
- Blood Creek (2009) - Richard Wirth
- Eden Lake (2008) - Steve
- Hunger (2008) - Bobby Sands
- Angel (2007) - Esmé
- 300 (2006) - Stelios

## Televisieseries
Exclusief eenmalige gastrollen
- The Devil's Whore - Thomas Rainsborough (2008, drie afleveringen)
- Hex - Azazeal (2004-2005, dertien afleveringen)
- Murphy's Law - Caz Miller (2005, vijf afleveringen)
- Band of Brothers - Sgt. Burton 'Pat' Christenson (2001, zeven afleveringen)
- Hearts and Bones - Hermann (2001, drie afleveringen)